# サッター・アベニュー-ラトランド・ロード駅
サッター・アベニュー-ラトランド・ロード駅 (英語: Sutter Avenue–Rutland Road) はニューヨーク市地下鉄IRTニューロッツ線の駅である。ブルックリン区ブラウンズビルの東98丁目とサッタ・アベニュー、ラトランド・ロードの交差点に位置し、2系統がラッシュ時混雑方向のみ、3系統が深夜を除く終日、4系統がラッシュ時混雑方向および深夜帯のみ、5系統が朝ラッシュ時に北行のみ停車する。

## 駅構造
| P ホーム階 | 相対式ホーム、右側扉が開く | 相対式ホーム、右側扉が開く |
| P ホーム階 | 北行線                     | ← 夕ラッシュ時：ウェイクフィールド-241丁目駅行き（クラウン・ハイツ-ユーティカ・アベニュー駅） ← 深夜帯以外：ハーレム-148丁目駅行き（クラウン・ハイツ-ユーティカ・アベニュー駅） ← 深夜・ラッシュ時：ウッドローン駅行き（クラウン・ハイツ-ユーティカ・アベニュー駅） ← 朝ラッシュ時：ダイアー・アベニュー駅、ネレイド・アベニュー駅行き（クラウン・ハイツ-ユーティカ・アベニュー駅） |
| P ホーム階 | 中央線                     | → 未敷設 |
| P ホーム階 | 南行線                     | → 朝ラッシュ時：ニューロッツ・アベニュー駅行き（サラトガ・アベニュー駅）→ 深夜帯以外：ニューロッツ・アベニュー駅行き（サラトガ・アベニュー駅）→ 深夜・ラッシュ時：ニューロッツ・アベニュー駅行き（サラトガ・アベニュー駅）→ |
| P ホーム階 | 相対式ホーム、右側扉が開く | |
| M          | 改札階                     | 改札口、駅員詰所、メトロカード自動券売機 |
| G          | 地上階                     | 出入口 |

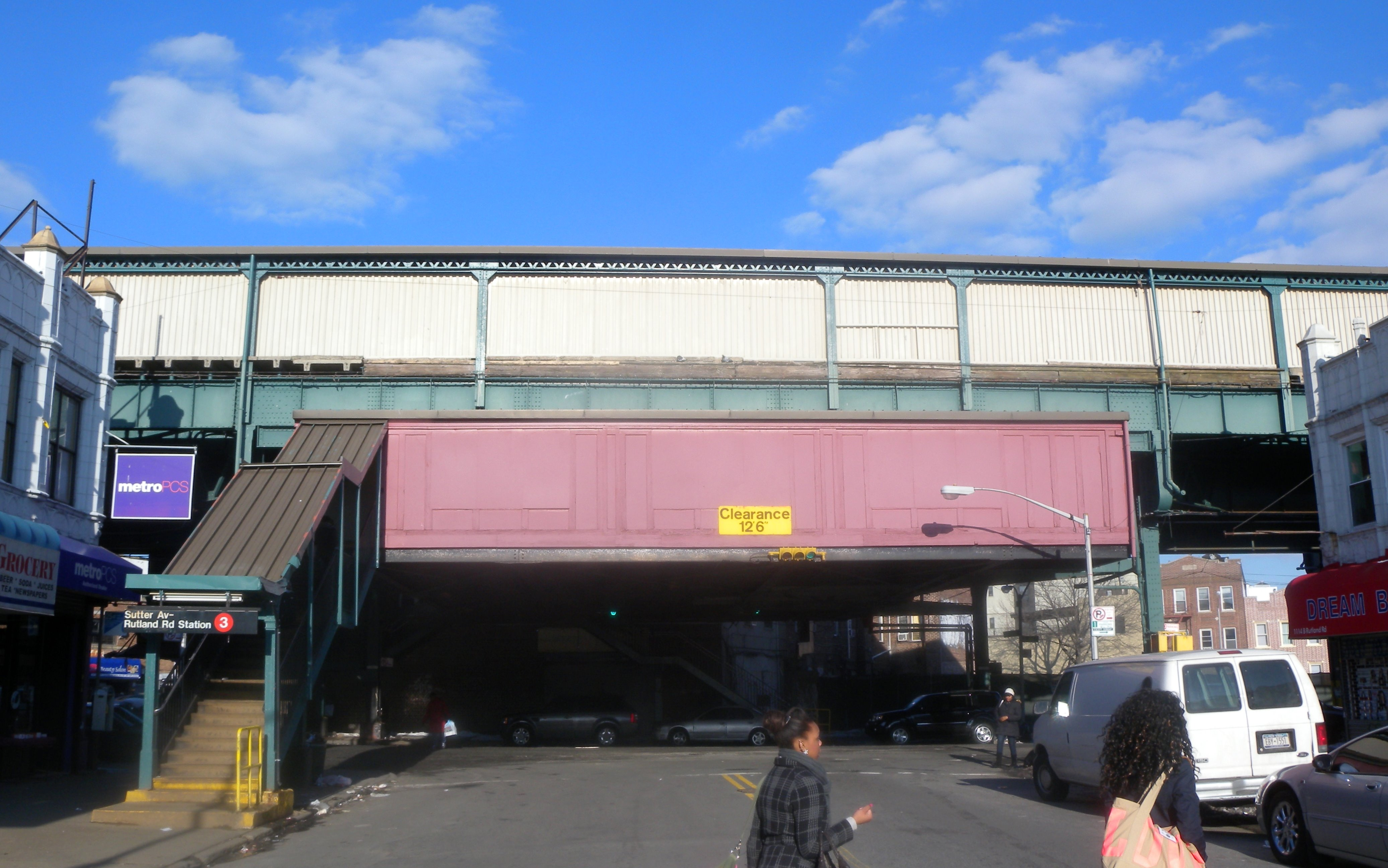
地上から駅を見る

駅は1920年11月22日のニューロッツ線最初の開業区間であるIRTイースタン・パークウェイ線クラウン・ハイツ-ユーティカ・アベニュー駅 - ジュニアス・ストリート駅間の開業と共に開業した。相対式ホーム2面と線路2線を有した2面2線の高架駅で、南北線間には敷設されていない中央線の路盤がある。ホーム中間には緑の柱に支えられた茶色い屋根がある。
当駅はニューロッツ線内最北端でかつ最西端の駅である。線路は駅北側で西に曲がりつつイースタン・パークウェイの地下に入りIRTイースタン・パークウェイ線となりクラウン・ハイツ-ユーティカ・アベニュー駅に入る。
駅は2016年10月5日から2017年6月19日まで改装工事を行った。

### 出口
改札口は駅の中央に1箇所のみあり、南北ホーム中央から階段が2つずつ接続している。改札口には回転式改札機ときっぷ売り場があり、東98丁目とサッタ・アベニュー、ラトランド・ロードの交差点北西へ階段が1つ、同交差点南東に階段が2つ接続している。